# Ѳ
Ѳ (fita, minuskule ѳ) je již běžně nepoužívané písmeno cyrilice. Písmeno zachycovalo stejnou hlásku jako písmeno Ф. Používalo se pouze pro přepis písmena Θ (theta) ve slovech převzatých z řečtiny.
V hlaholici mu odpovídá písmeno Ⱚ.
Písmeno je podobné písmenu Ө, které se používá v některých turkických a mongolských jazycích.